# 남부순환로
남부순환로(南部循環路)는 서울특별시 강서구 공항동 김포공항입구 교차로에서 강남구 수서동 수서 나들목을 잇는 서울특별시의 주요 간선도로이다. 이 간선도로는 도로안내 노선번호로 92번이 부여되어 있고, 기점인 김포국제공항 입구사거리에서 개화동로과 연결되며 종점인 수서 나들목에서 양재대로와 연결된다. 이 도로의 총 길이는 36.3km이며, 왕복 6~10차선으로 구성되어 있다.

## 역사
- 1977년 8월 16일 : 영등포구 독산동 ~ 신월동 구간에 통행료 징수 개시[1]
- 1978년 6월 30일 : 명일동 ~ 방화동 (서울댐 남단) 46km 구간을 남부순환도로로 지정[2]
- 1984년 11월 16일 : 남부순환로로 개칭 및 기점과 종점을 각각 대치동 (영동대로)와 공항입구 4거리로 변경하여 29.4km로 노선 단축[3]
- 1993년 7월 3일 : 구로구 독산동 ~ 양천구 신월동 구간 통행료 징수 종료[4]
- 1986년 9월 15일 : 시흥 나들목 ~ 오류 나들목 5.4 km 구간을 자동차 전용도로로 지정[5]
- 2006년 3월 2일 : 시흥 나들목 ~ 구로 나들목 2.2 km 구간을 자동차 전용도로에서 해제[6]
- 2009년 7월 10일 : 수서 나들목 ~ 둔촌사거리 4.8 km 구간이 양재대로로 편입되면서 종점이 수서 나들목으로 변경됨
- 2010년 3월 15일 : 2개 이상 시·도에 걸쳐 있는 도로로 남부순환로를 고시[7]
- 2014년 6월 19일 : 구로 나들목 ~ 오류 나들목 3.2 km 구간을 자동차 전용도로에서 해제[8]
- 2021년 11월 18일: 광복교 ~ 사성교(옛 안양교) 6차로 확장 완료[9]

## 주요 경유지
- 서울특별시
  - 강서구 - 양천구 - 구로구
- 경기도 광명시
- 서울특별시
  - 구로구 - 금천구 - 관악구 - 동작구 - 서초구 - 강남구

## 노선
| 이름                                 | 접속 노선                                               | 소재지                                           | 소재지                    | 비고                     |
| 개화동로와 직결                      | 개화동로와 직결                                         | 개화동로와 직결                                  | 개화동로와 직결           | 개화동로와 직결          |
| ------------------------------------ | ------------------------------------------------------- | ------------------------------------------------ | ------------------------- | ------------------------ |
| 김포공항입구 교차로                  | 김포국제공항 (하늘길) 국도 제48호선 (공항대로) 방화동로 | 서울특별시                                       | 강서구                    | 공항지하차도             |
| 공항동천주교회                       | 송정로                                                  | 서울특별시                                       | 강서구                    |                          |
| 송정중학교                           |                                                         | 서울특별시                                       | 강서구                    |                          |
| 외발산사거리                         | 국도 제6호선 국도 제77호선 (방화대로) (발산로)          | 서울특별시                                       | 강서구                    | 외발산지하차도           |
| 강서운전면허시험장                   |                                                         | 서울특별시                                       | 강서구                    | 외발산지하차도           |
| 강서면허시험장 교차로                | 수명로                                                  | 서울특별시                                       | 강서구                    | 외발산지하차도           |
| 화곡로입구 교차로                    | 화곡로                                                  | 서울특별시                                       | 양천구                    |                          |
| 신월사거리                           | 가로공원로                                              | 서울특별시                                       | 양천구                    |                          |
| 양서중학교                           |                                                         | 서울특별시                                       | 양천구                    |                          |
| 서서울호수공원앞 교차로              | 곰달래로 남부순환로58길                                 | 서울특별시                                       | 양천구                    |                          |
| 신월 나들목                          | 120호선 경인고속도로 국회대로                           | 서울특별시                                       | 양천구                    |                          |
| 과학수사연구원입구 교차로            | 오목로 남부순환로72길                                   | 서울특별시                                       | 양천구                    |                          |
| 강월초교입구 교차로                  | 신월로                                                  | 서울특별시                                       | 양천구                    |                          |
| 서부트럭터미널 교차로                | 신정로                                                  | 서울특별시                                       | 양천구                    | 서부트럭터미널앞지하차도 |
| 개봉1동사거리                        | 고척로                                                  | 서울특별시                                       | 구로구                    |                          |
| 오류 나들목                          | 국도 제46호선 경인로                                    | 서울특별시                                       | 구로구                    |                          |
| 개봉철도지하차도                     | 서해안로                                                | 서울특별시                                       | 구로구                    | 개화 방면 진입 불가      |
| 개봉고가차도                         | 개봉로19길 남부순환로95길                               | 서울특별시                                       | 구로구                    | 개봉지하차도             |
| 광복교                               |                                                         | 서울특별시                                       | 구로구                    |                          |
|                                      | 경기도                                                  | 광명시                                           |                           |                          |
| 사성교                               | 경기도                                                  | 광명시                                           |                           |                          |
|                                      | 서울특별시                                              | 구로구                                           |                           |                          |
| 구로 나들목                          | 서울특별시                                              | 구로구                                           | 가마산로 구일로           |                          |
| 가리봉고가차도                       | 서울특별시                                              | 구로구                                           |                           |                          |
| (이름 없음)                          | 서울특별시                                              | 구로구                                           | 구로동로 벚꽃로36길       |                          |
| 디지털단지오거리                     | 서울특별시                                              | 가산로 디지털로                                  | 금천구                    |                          |
| 서울연희미용고입구 교차로            | 서울특별시                                              | 남부순환로108길 남부순환로407길                  | 금천구                    |                          |
| 서울가산초등학교                     | 서울특별시                                              |                                                  | 금천구                    |                          |
| 시흥 나들목                          | 서울특별시                                              | 시흥대로                                         | 금천구                    |                          |
| 시흥 나들목                          | 서울특별시                                              | 시흥대로                                         | 관악구                    |                          |
| 구로전화국 교차로                    | 서울특별시                                              | 독산로 조원중앙로                                |                           |                          |
| 관악구 보훈회관                      | 서울특별시                                              |                                                  |                           |                          |
| 난곡사거리                           | 서울특별시                                              | 난곡로                                           | 신림봉천터널(공사중)      |                          |
| 봉림교                               | 서울특별시                                              | 관천로                                           |                           |                          |
| 신림역사거리 (신림역)                | 서울특별시                                              | 신림로                                           |                           |                          |
| 관악우체국 교차로                    | 서울특별시                                              | 남부순환로191길                                  |                           |                          |
| 봉천역                               | 서울특별시                                              |                                                  |                           |                          |
| (이름 없음)                          | 서울특별시                                              | 양녕로                                           | 개화 방면만 진출입 가능   |                          |
| 서울대입구역 교차로 (서울대입구역)   | 서울특별시                                              | 관악로                                           |                           |                          |
| 원당초교입구 교차로                  | 서울특별시                                              | 봉천로                                           |                           |                          |
| 낙성대입구 교차로                    | 서울특별시                                              | 낙성대로 남부순환로237길                         |                           |                          |
| 낙성대역                             | 서울특별시                                              |                                                  |                           |                          |
| 까치고개 교차로                      | 서울특별시                                              | 인헌길 남부순환로249길                           |                           |                          |
| 사당역사거리 (사당역) (사당고가차도) | 서울특별시                                              | 과천대로 동작대로                                |                           |                          |
| 사당역사거리 (사당역) (사당고가차도) | 서울특별시                                              | 과천대로 동작대로                                | 서초구                    |                          |
| 서울교통공사 교차로                  | 서울특별시                                              | 효령로                                           |                           |                          |
| 경남아파트앞 교차로                  | 서울특별시                                              | 방배로                                           |                           |                          |
| 래미안아트힐 교차로                  | 서울특별시                                              | 명달로                                           |                           |                          |
| 국립국악원 예술의 전당               | 서울특별시                                              |                                                  |                           |                          |
| 예술의전당 교차로                    | 서울특별시                                              | 반포대로                                         |                           |                          |
| 우면삼거리                           | 서울특별시                                              | 서초중앙로                                       |                           |                          |
| 서초 나들목                          | 서울특별시                                              | 구 경부고속도로                                  |                           |                          |
| 서초구청 교차로                      | 서울특별시                                              | 서운로                                           |                           |                          |
| 서초구청                             | 서울특별시                                              |                                                  |                           |                          |
| 양재역사거리 (양재역)                | 서울특별시                                              | 강남대로                                         |                           |                          |
| 양재1동주민센터                      | 서울특별시                                              |                                                  |                           |                          |
| 양재전화국사거리                     | 서울특별시                                              | 논현로                                           |                           |                          |
| 양재전화국사거리                     | 서울특별시                                              | 논현로                                           | 강남구                    |                          |
| 매봉역 교차로 (매봉역)               | 서울특별시                                              | 남부순환로377길 남부순환로378길                  |                           |                          |
| 아성다이소                           | 서울특별시                                              |                                                  |                           |                          |
| 매봉터널 교차로                      | 서울특별시                                              | 언주로                                           |                           |                          |
| 숙명여자고등학교 숙명여자중학교      | 서울특별시                                              |                                                  |                           |                          |
| 도곡역 교차로 (도곡역)               | 서울특별시                                              | 선릉로                                           |                           |                          |
| 대치역 교차로 (대치역)               | 서울특별시                                              | 삼성로                                           |                           |                          |
| 서울대곡초등학교                     | 서울특별시                                              |                                                  |                           |                          |
| 학여울역 교차로 (학여울역)           | 서울특별시                                              | 국도 제47호선 국가지원지방도 제23호선 (영동대로) |                           |                          |
| 서울무역전시컨벤션센터 대치교        | 서울특별시                                              |                                                  |                           |                          |
| 탄천1교 교차로 (대치지하차도)        | 서울특별시                                              | 삼전로                                           | 지하차도 개화 방면만 통행 |                          |
| (이름 없음)                          | 서울특별시                                              | 개포로                                           | 수서 방면 진출입만 가능   |                          |
| 수서 나들목                          | 서울특별시                                              | 동부간선도로 국가지원지방도 제23호선 양재대로    |                           |                          |
| 밤고개로와 직결                      |                                                         |                                                  |                           |                          |

## 통행료
남부순환로의 금천구 독산동 ~ 강서구 신월동 구간은 1977년 8월 16일부터 1993년 7월 3일까지 통행료를 징수했다. 본래 통행료는 1997년 12월 31일까지 징수할 계획이었다. 다음은 통행료 부과 당시 요금표이다.
| 구분                          | 통행료 |
| ----------------------------- | ------ |
| 2륜, 3륜차                    | 50원   |
| 승용차, 버스, 화물차          | 100원  |
| 특수차 (10t 이상 화물차 포함) | 200원  |

## 주요 건물 및 시설
- 송정중학교 (서울특별시 강서구 남부순환로 121)
- 강서운전면허시험장 (서울특별시 강서구 남부순환로 171)
- 서부여성발전센터 (서울특별시 강서구 남부순환로 371)
- 양서중학교 (서울특별시 양천구 남부순환로 380)
- 신월119안전센터 (서울특별시 양천구 남부순환로 448)
- 국도산업 (서울특별시 양천구 남부순환로 594)
- 가리봉파출소 (서울특별시 구로구 남부순환로 1275)
- 서울가산동우체국 (서울특별시 금천구 남부순환로 1288)
- 서울가산초등학교 (서울특별시 금천구 남부순환로 1304-11)
- 원음방송 (서울특별시 금천구 남부순환로 1350)
- 서울창업비즈니스도서관 (2025년 1월 예정)  (서울특별시 관악구 남부순환로 1435)
- 관악가족행복센터 (서울특별시 관악구 남부순환로 1491)
- 서울관악우체국 (서울특별시 관악구 남부순환로 1643)
- 서울행운동우체국 (서울특별시 관악구 남부순환로 1841)
- 서울특별시 교육연수원 (서울특별시 서초구 남부순환로 2248)
- 아리랑 TV (서울특별시 서초구 남부순환로 2351)
- 국립국악원 (서울특별시 서초구 남부순환로 2364)
- 한국예술종합학교 서초동캠퍼스 (서울특별시 서초구 남부순환로 2374)
- 예술의 전당 (서울특별시 서초구 남부순환로 2406)
- 외교센터빌딩 (서울특별시 서초구 남부순환로 2558)
- 서초구청 (서울특별시 서초구 남부순환로 2584)
- 양재1동주민센터 (서울특별시 서초구 남부순환로 2610)
- 아성다이소 (서울특별시 강남구 남부순환로 2748)
- 숙명여자고등학교·숙명여자중학교 (서울특별시 강남구 남부순환로 2807)
- 대치지구대 (서울특별시 강남구 남부순환로 2907)
- 서울대곡초등학교 (서울특별시 강남구 남부순환로 3022)
- 서울무역전시컨벤션센터 (서울특별시 강남구 남부순환로 3104)

## 사진

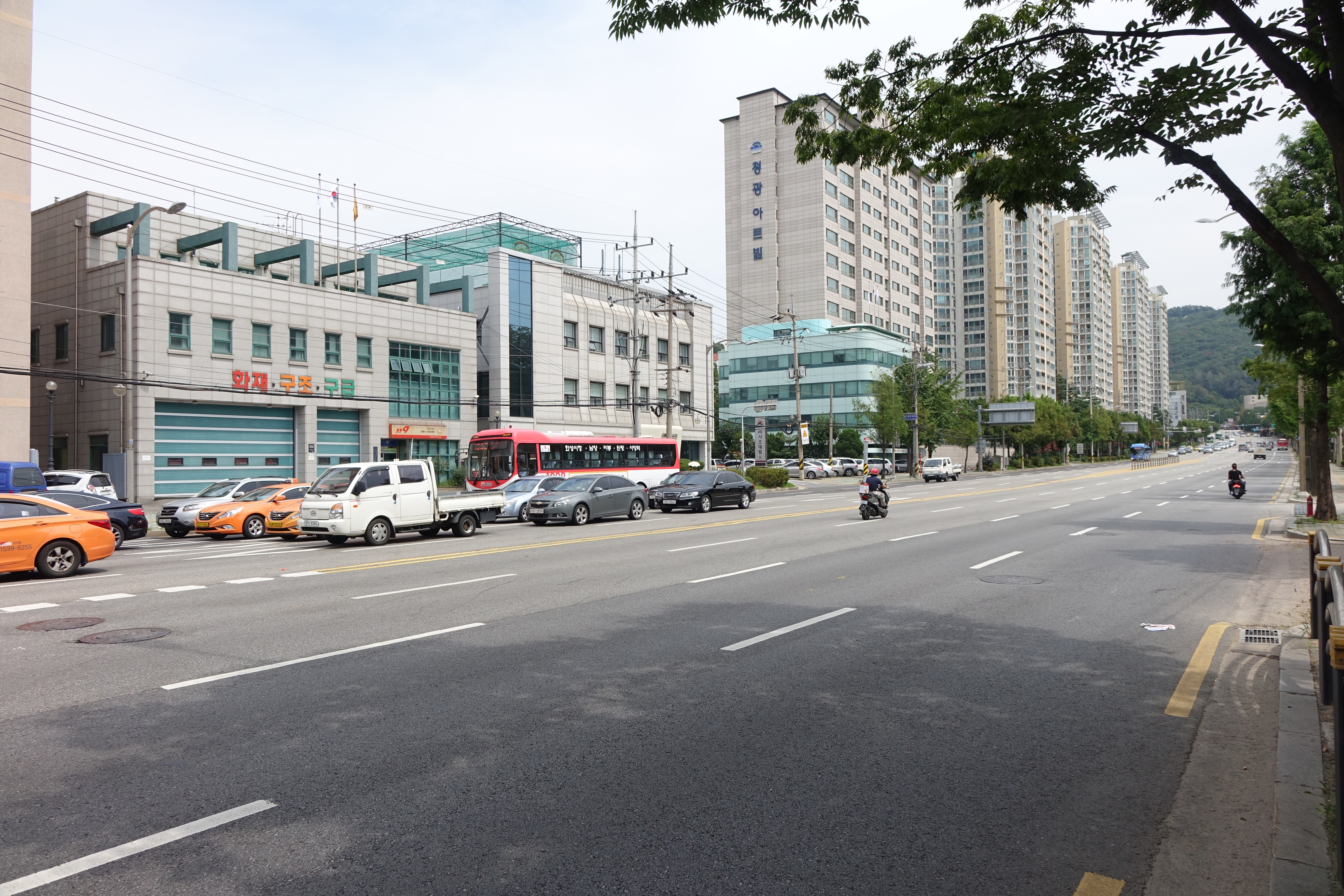
사당역사거리-경남아파트앞삼거리 구간 도로
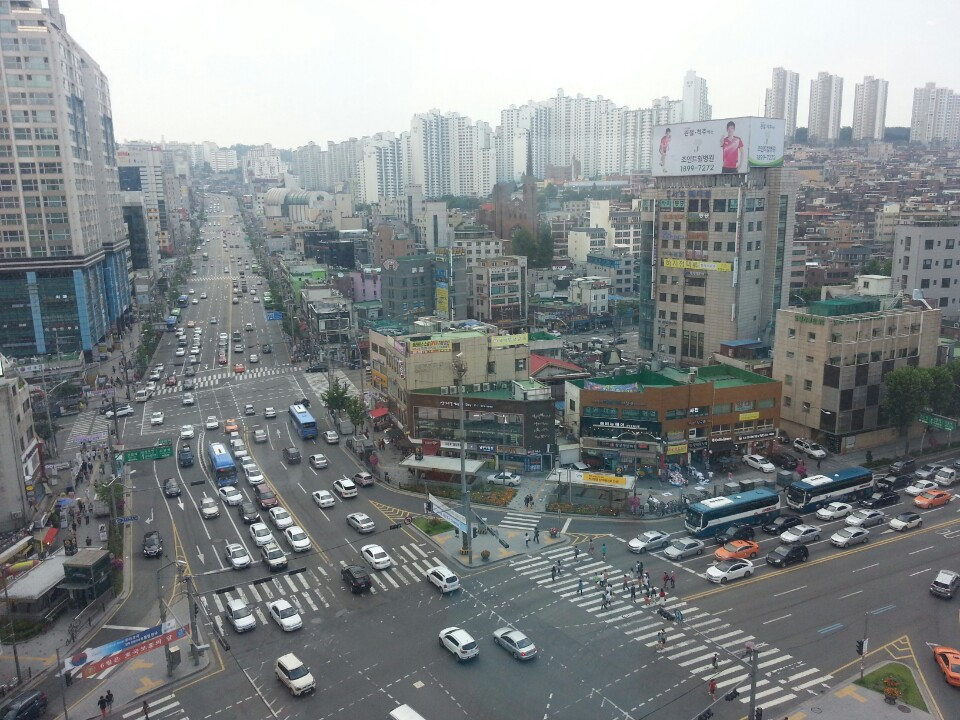
관악로와 교차하는 서울대입구역 교차로의 모습
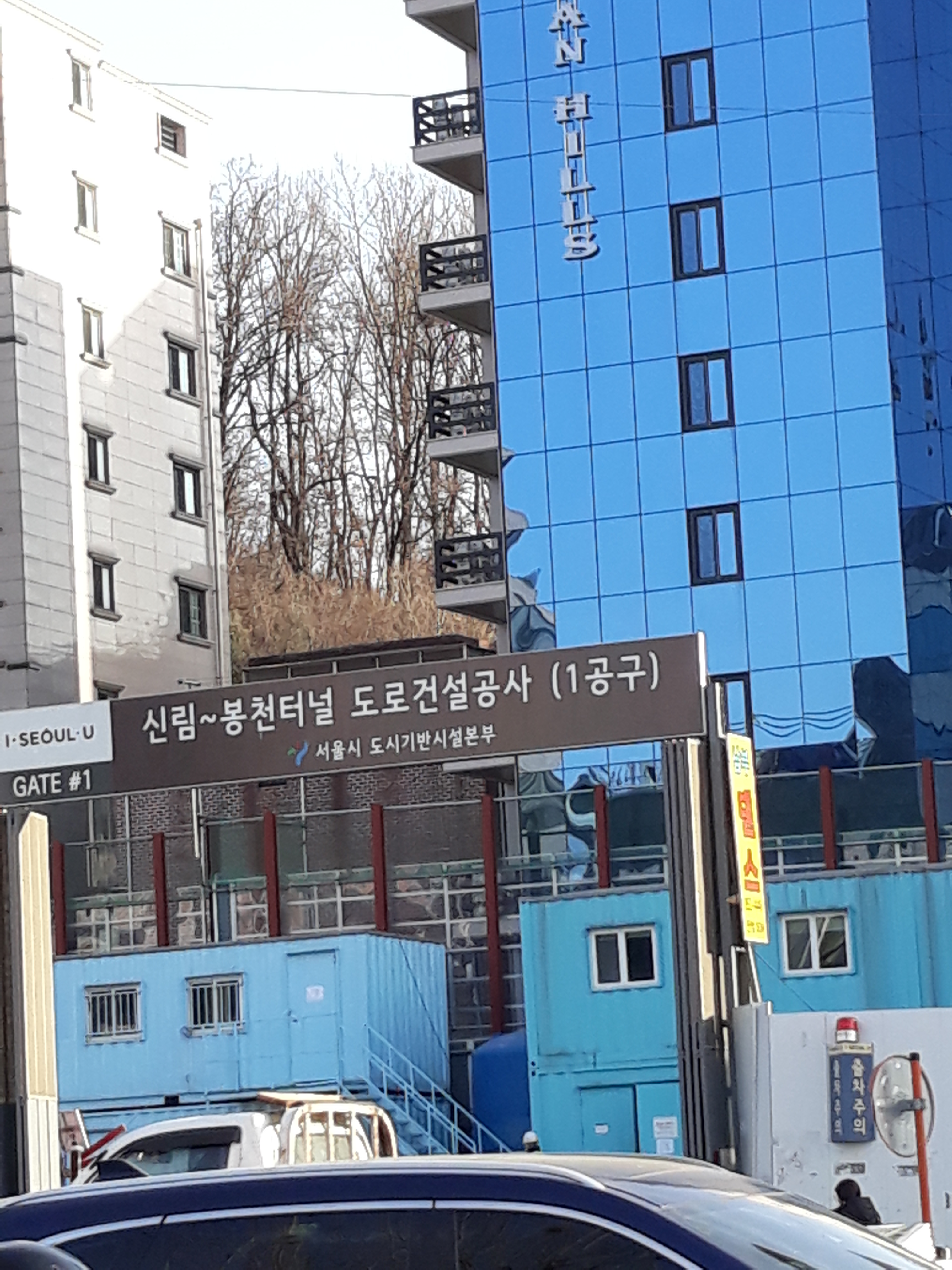
난곡로와 교차할 예정인 난곡사거리 앞 신림봉천터널 공사중인 모습
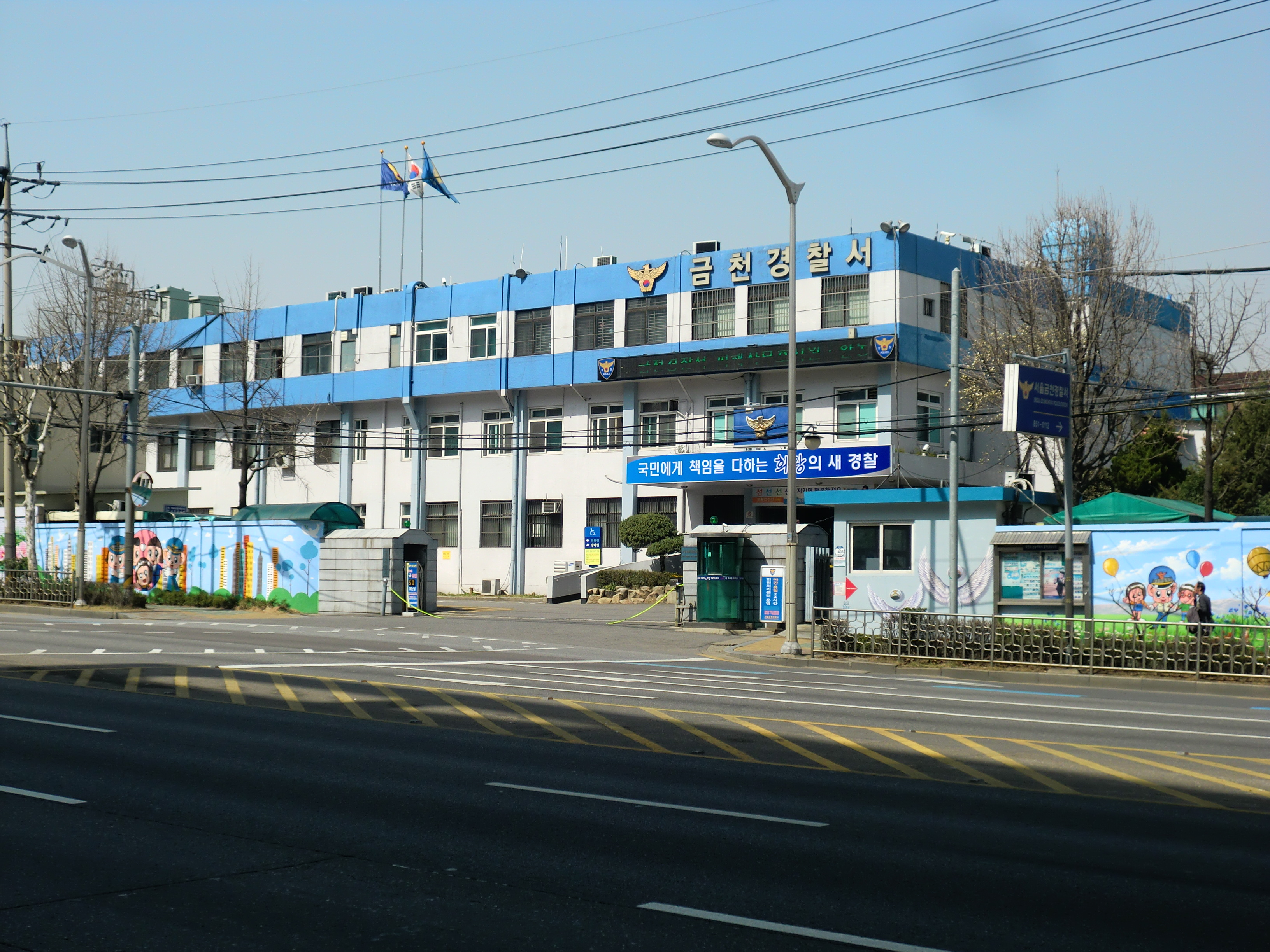
구 금천경찰서 청사(서울창업비즈니스도서관 예정)
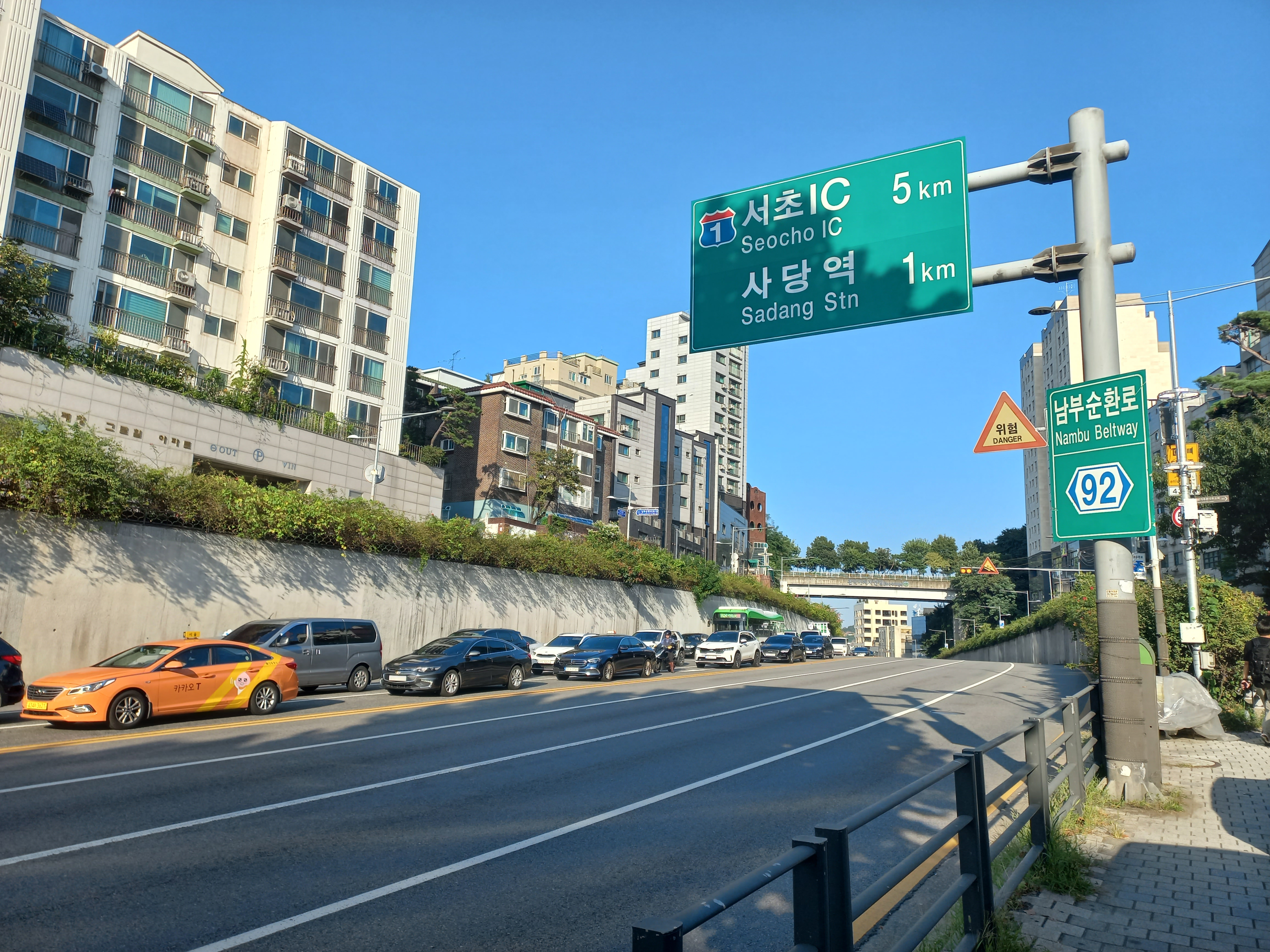
남부순환로 (사당역 방면)
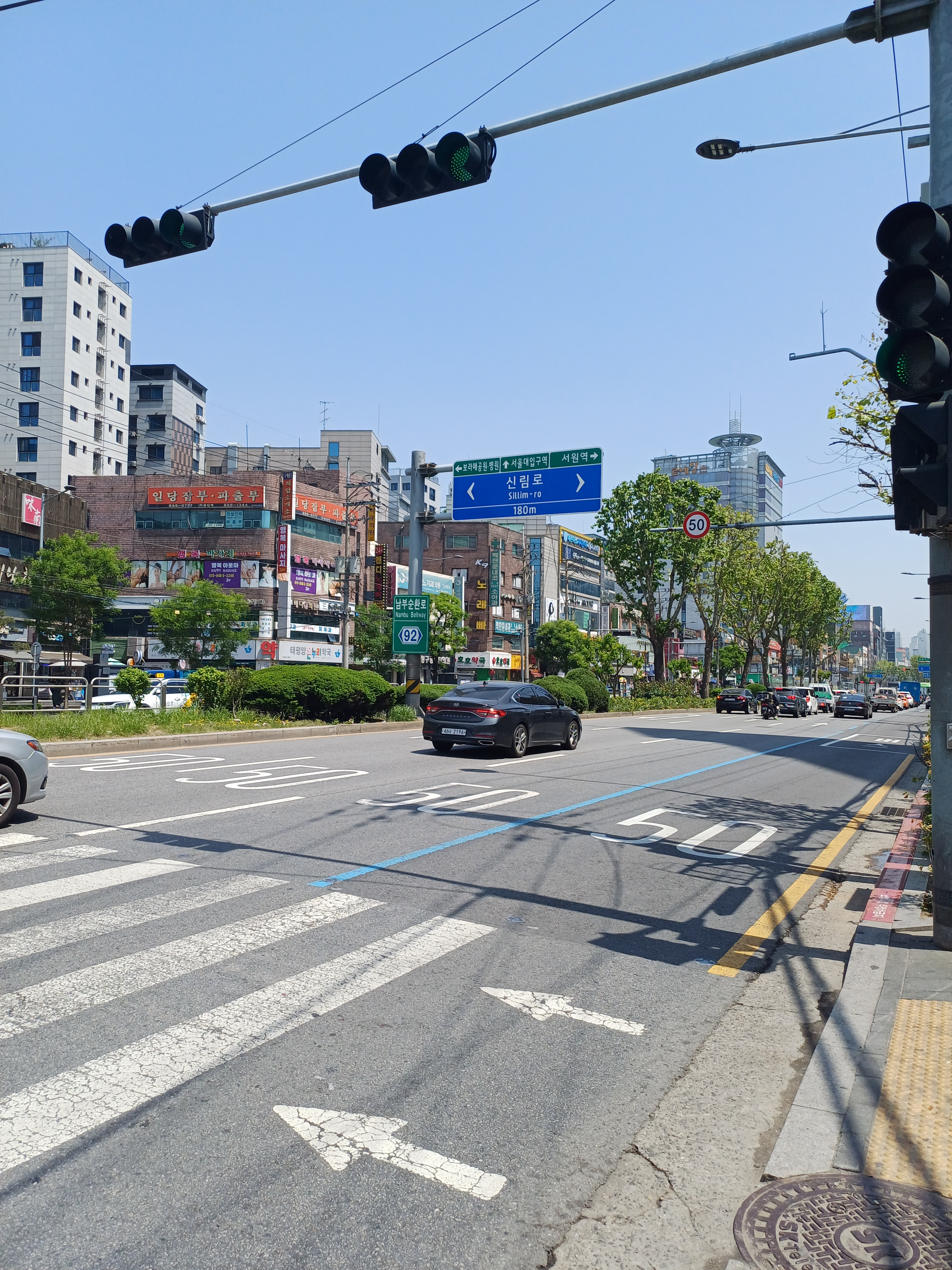
신림역부근(신림로교차)
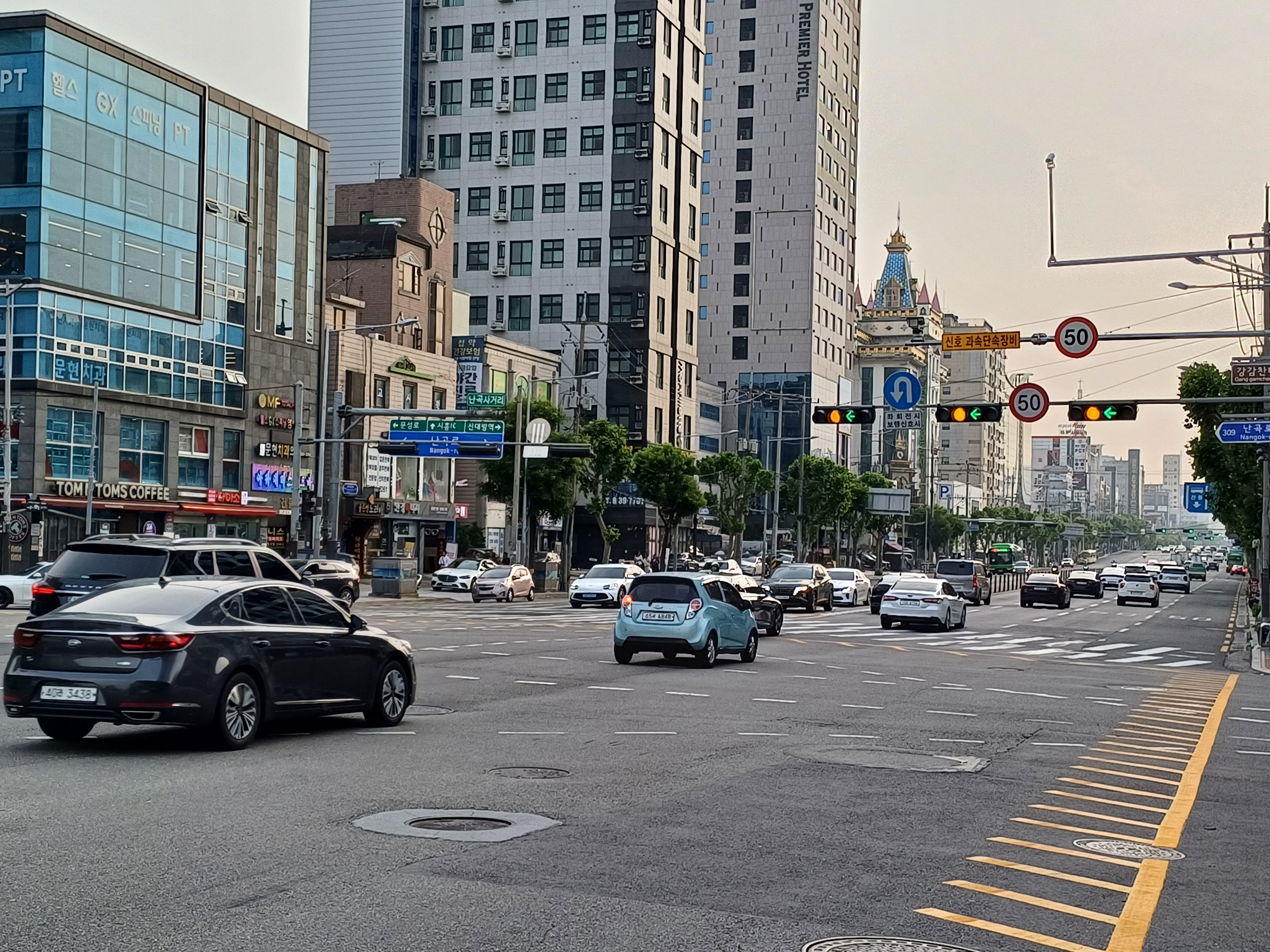
난곡로 교차
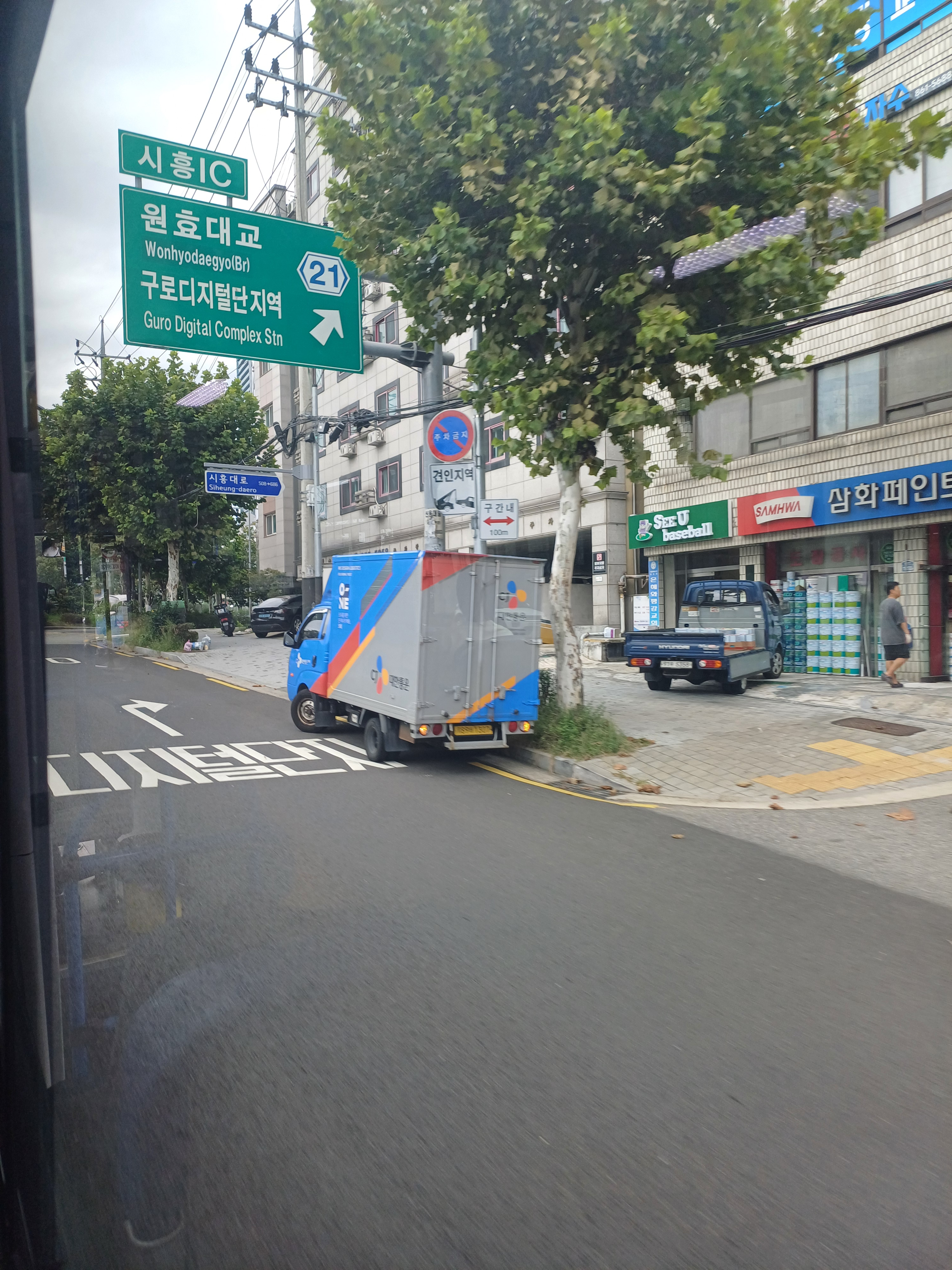
시흥ic (구로디지털단지역방면)
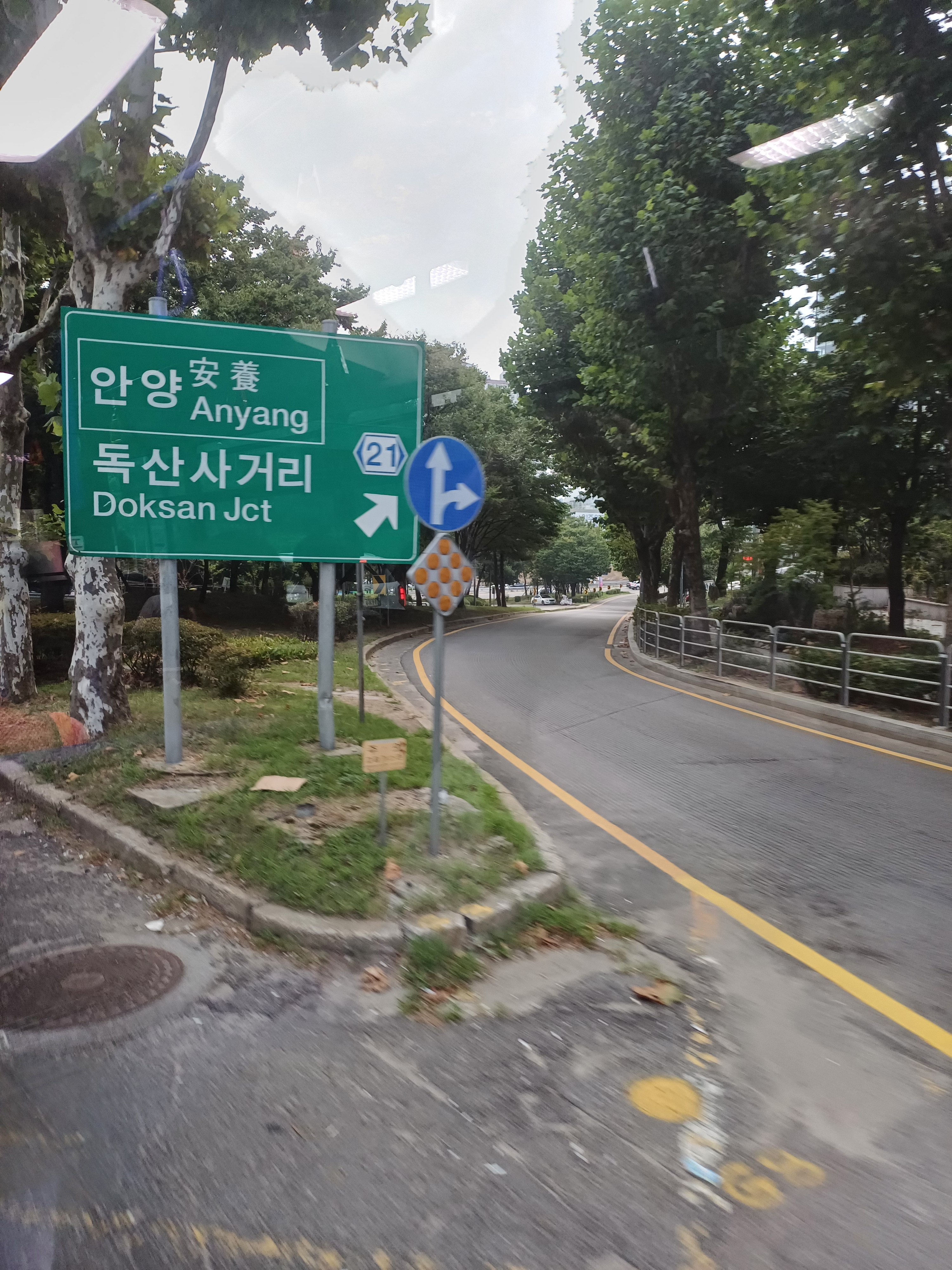
시흥ic(경기도 안양시방면)
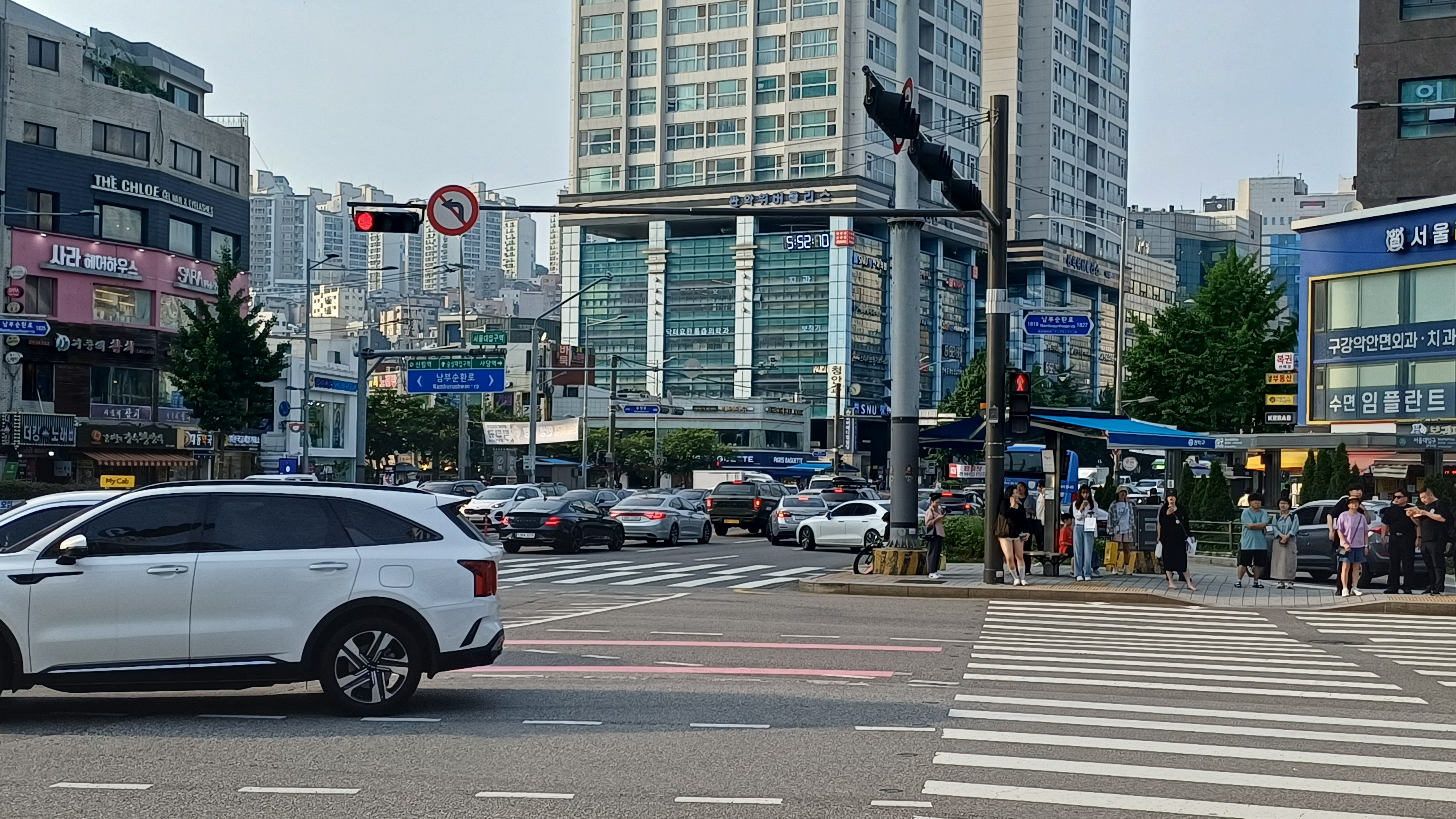
관악로 교차
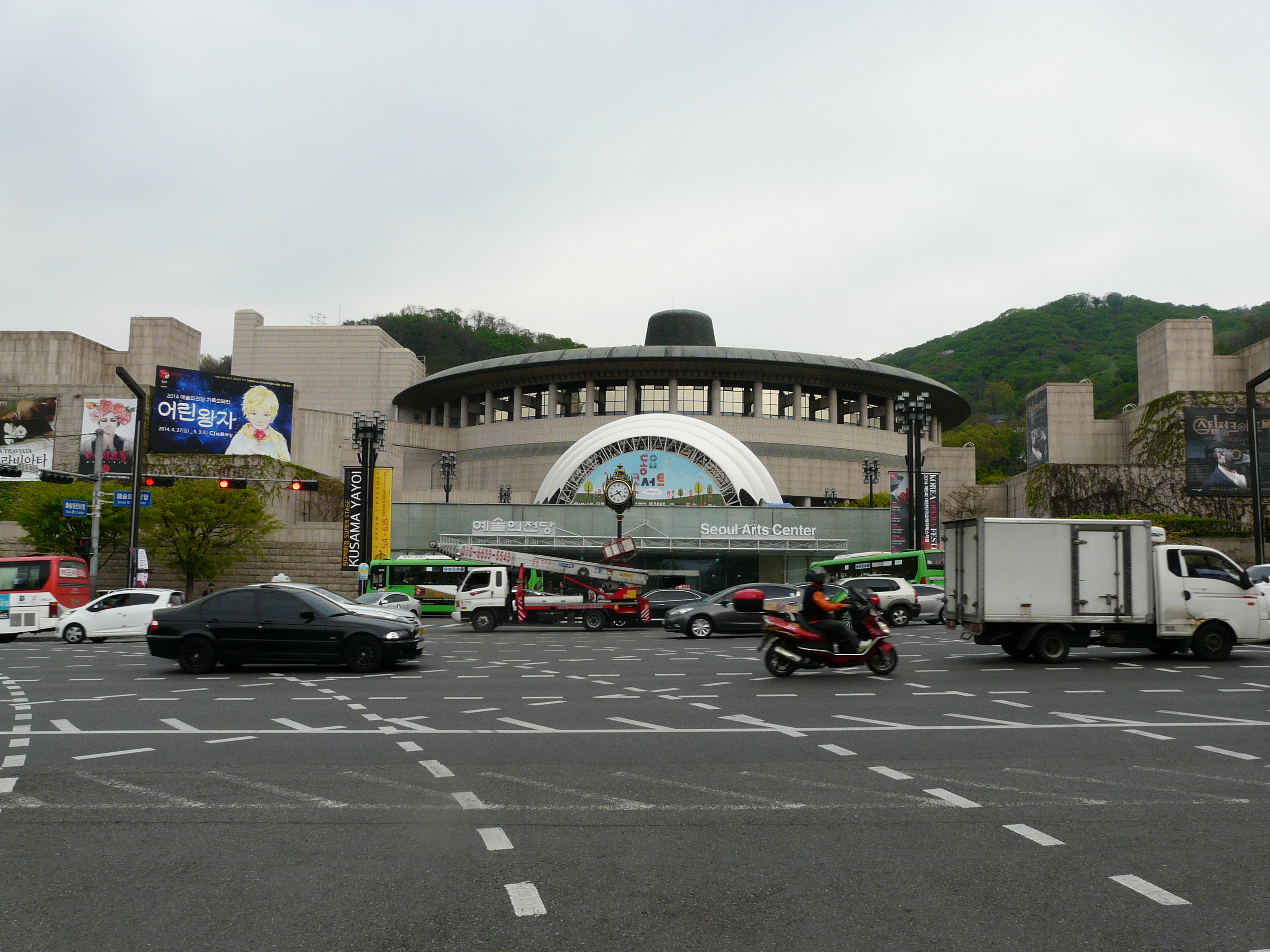
예술의전당(반포대로 교차)